# Kanaløerne (Californien)
 For alternative betydninger, se Kanaløerne. (Se også artikler, som begynder med Kanaløerne)
Kanaløerne eller Channel Islands er en større øgruppe i Santa Barbara Kanalen i Stillehavet ud for Los Angeles-området ved Californiens sydkyst.
De tre største af de i alt 8 øer er henholdsvis Santa Cruz, Santa Rosa og Santa Catalina.
Den nordlige ende af øgruppen blev i 1980 udlagt som det beskyttede marine havreservat 'Channel Islands National Marine Sanctuary' og omfatter de fem øer San Miguel, Santa Rosa, Santa Cruz, Anacapa og Santa Barbara, samt havet 11 km fra land med undtagelse af havet omkring Santa Rosa.

## Historie
Før europæernes kolonisering af det amerikanske kontinent var det indianske folk Chumash bosat på de nordlige øer, mens Tongva var hjemhørende på de sydlige. De tidligste spor efter mennesker i Nordamerika stammer fra Channel Islands og er ca. 13.000 år gamle.
 
Spanierne ankom til Channel Islands i 1542, repræsenteret ved Juan Rodriguez Cabrillo. Han skadede imidlertid sit skinneben under en episode med angribende Tongva-indianere og døde senere af koldbrand. Han ligger muligvis begravet på San Miguel.
 
Det var dog først i 1769, at spanierne for alvor koloniserede området omkring Los Angeles, anført af Gaspar de Portola.
 
Det markerede et begyndende forfald af de indianske samfund på en række områder. De sidste oprindelige indbyggere forlod øerne i løbet af 1820'erne, da de flyttede til fastlandet for at arbejde i de spanske missioner og landsbyer (pueblos). Det anslås, at chumashfolket i dag er på knap 5.000 personer
 og
Tongva folket på ca. 1.700.